# پاول-امیل جانسون
پاول-امیل جانسون (انگلیسی: Paul-Émile Janson؛ ۳۰ مهٔ ۱۸۷۲ – ۳ مارس ۱۹۴۴) یک سیاست‌مدار اهل بلژیک بود.